# 鈴木友梨
鈴木 友梨（すずき ゆり、1991年4月5日 – ）は、タイムリーオフィス所属の女優、声優、リポーター、MC、タレント。
埼玉県出身。タイムリーオフィス所属。

## 人物・来歴
- 2012年 タイムリーオフィス所属

## 出演

### 舞台
- 東京俳優市場2012春（2012年）
- 演劇ユニット３LDK カサブタかきむしれっ！ 平子加奈子 役 （2014年10月21日 - 26日 ザ・ポケット）（2016年3月1日 - 13日東京公演 ザ・ポケット、伊勢崎公演 伊勢崎市民文化会館、いわき公演 いわきPIT）
- RO-DOKU音戯草子2016 KOIBUMI inサンリオピューロランド 死神の精度（2016年6月26日 サンリオピューロランド）
- 帰って来た蛍〜天空の誓い〜 美枝子 役（2017年10月17日 - 22日、俳優座劇場）
- img Act1「The Entertainer 〜新しき旗〜」 アオコ 役（2018年3月1日 - 3月5日）
- イルカ団! 「ARSÈNE LUPIN 2e “le RETOUR D'”＆“et CLARISSE”」エステル・ブリザイユ役（2019年1月29日 - 2月3日、ウッディシアター中目黒）
- ヴァンパイア・アウトロノーツ旗揚げ公演 朗読劇「妖語りす譚」九尾の狐 役（2019年4月6日 - 4月7日、赤坂チャンスシアター）

### CM
- 大正製薬「ヴィックス・ドロップ」
- アサヒ飲料 十六茶W 「ホームパーティー編」
- ダノンジャパン「OIKOS」